# Graham Hill
Pour les articles homonymes, voir Hill.
Ne pas confondre avec son fils Damon Hill ni avec un autre champion du monde de Formule 1, l'Américain : Phil Hill.
Temple international de la renommée du sport automobile 1990
Graham Hill, né le 15 février 1929 à Hampstead (Borough londonien de Camden à Londres) et mort le 29 novembre 1975 à Arkley dans un accident d'avion, est un pilote automobile britannique.
Figure emblématique de la Formule 1 des années 1960, il a disputé 176 Grands Prix, remporté quatorze victoires et deux titres de champion du monde des pilotes, en 1962 et 1968. Également victorieux d'épreuves aussi prestigieuses que les 500 miles d'Indianapolis (en 1966) et les 24 Heures du Mans (en 1972 sur Matra Simca avec Henri Pescarolo), il est le seul pilote de l'histoire détenteur de la triple couronne.
Son fils Damon Hill est lui aussi devenu champion du monde des pilotes en Formule 1 en 1996.

## Biographie

### Les débuts (1953-1957)
Issu d'une famille modeste, Graham Hill est très loin de se destiner au sport automobile. À 24 ans, un âge auquel certains pilotes commencent à briller sur les circuits de Formule 1, il n'a pas encore passé son permis de conduire. Surtout passionné par l'aviron (il dirige le huit barré du London Rowing Club), il exerce à la ville le paisible métier d'ingénieur mécanicien chez Smiths Instruments, une horlogerie. À la fin de l'année 1953, sachant que Graham vient enfin de passer son permis, un collègue de travail l'invite à essayer une Cooper de Formule 3 qu'une école de pilotage se propose de louer aux apprentis pilotes, moyennant cinq shillings le tour. L'expérience est une révélation pour Graham qui immédiatement, décide de tout abandonner pour devenir pilote professionnel.
Sans argent, et ne connaissant aucun autre moyen d'aborder le sport automobile, Graham se propose d'effectuer des petits travaux pour le compte d'une école de pilotage. Il fréquente également le Steering Wheel Club à Londres, un club réservé aux pilotes. De fil en aiguille, il fait la connaissance de Colin Chapman avec qui il sympathise et qui lui propose de travailler pour lui au sein de Lotus qu'il vient de fonder. Recruté en tant que mécanicien, Graham obtient ponctuellement le droit de prendre le volant dans des épreuves mineures (essentiellement des courses de tourisme), et fait preuve d'un talent certain. En 1957, estimant que Chapman ne lui donne pas suffisamment sa chance, il quitte Lotus pour l'écurie officielle Cooper en Formule 2, où il confirme son potentiel naissant, à tel point que Chapman lui propose de revenir au bercail, mais cette fois dans le cadre du championnat du monde de Formule 1.

### 1958-1961: l'apprentissage de la F1

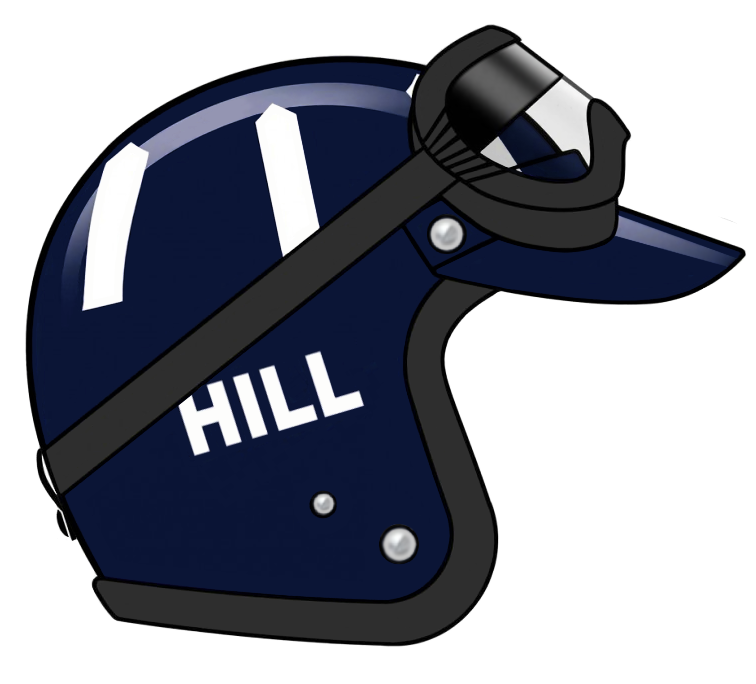
Le casque de Graham Hill utilisé en Formule 1 au cours des années 1960 reprend le code visuel du London Rowing Club.

Graham Hill fait ses débuts en championnat du monde en 1958 à l'occasion du Grand Prix de Monaco. L'écurie Lotus, qui débute également au plus haut niveau, est alors loin d'être la machine à innover et à gagner qu'elle sera tout au long des années 1960 et 1970, et Hill doit se contenter de modestes monoplaces (la Lotus 12, puis la Lotus 16 à partir du Grand Prix de France), son meilleur résultat étant une sixième place à l'occasion du Grand Prix d'Italie. Il finira non classé au championnat, la sixième place n'étant pas créditée d'un point à cette époque.
Toujours chez Lotus en 1959, Hill pilote toute la saison la Lotus 16 (fortement inspirée de la Vanwall championne du monde, dont le créateur n'était autre que Chapman lui-même), plus performante que la 12 de ses débuts, même si elle ne s'est pas engouffrée dans l'inévitable voie du moteur arrière initiée par Cooper. Mais ces performances à la hausse sont gâchées par une fiabilité plus qu'aléatoire, à tel point qu'au soir du Grand Prix d'Italie, marqué par un énième abandon et un compteur de point désespérément vierge, il claque la porte de Lotus. En novembre il participe à la toute première compétition de karting organisée en Grande-Bretagne par le RAC: le Grand Prix Lakenheath.
Malgré un procès intenté par Chapman, Hill rejoint BRM à l'orée de la saison 1960. Doté d'un système de freinage inédit (un frein arrière unique), la BRM est loin d'être une mauvaise voiture et l'anglais en profite pour réaliser quelques jolis coups d'éclat en tête de peloton. Mais une succession d'ennuis (erreurs de pilotage, casses mécaniques) l'empêche de concrétiser ses performances, à l'exception du Grand Prix des Pays-Bas, où il monte sur la troisième marche du podium.
La saison 1961 est nettement moins bonne pour Hill, qui subit le manque de préparation de BRM à la nouvelle réglementation limitant la cylindrée des moteurs à 1 500 cm3, et devant de ce fait utiliser un moteur 4-cylindres Coventry Climax. Il ne marque que trois petits points.

### 1962: premier titre mondial

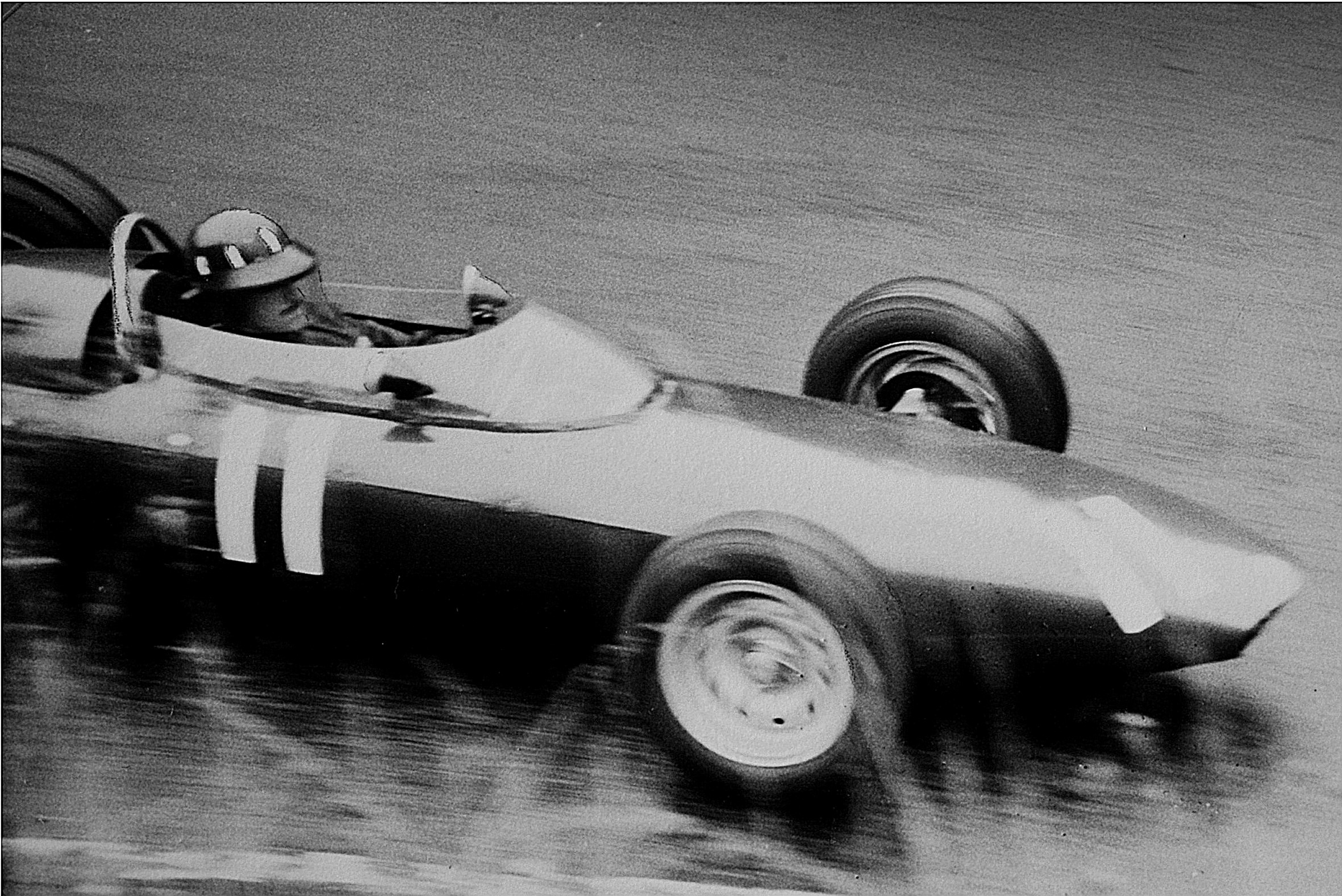
Graham Hill et sa BRM sur le Nürburgring lors du Grand Prix d'Allemagne 1962.

Après de nombreuses saisons de galère, 1962 est enfin l'année du décollage pour Hill et BRM. La BRM Type 56 est une vraie réussite, ce que s'empresse de confirmer Hill en s'imposant hors-championnat au Glover Trophy de Goodwood (la course qui marqua la fin de carrière de Stirling Moss) et au BRDC International Trophy à Silverstone. Lorsque débute le championnat du monde, sa domination est entravée par la révolutionnaire Lotus 25 monocoque de Jim Clark, mais profitant d'une plus grande fiabilité qui lui avait jusque-là fait défaut, il s'impose au Grand Prix d'ouverture à Zandvoort. Malheureux à Monaco (abandon), il s'incline face à Clark en Belgique, mais consolide néanmoins sa position de leader au championnat. Une panne d'alimentation à Rouen et une nouvelle lourde défaite à Aintree semblent marquer le tournant du championnat tandis que Clark et sa Lotus apparaissent plus irrésistibles que jamais, mais Hill renverse la vapeur avec panache à l'occasion du Grand Prix d'Allemagne au Nürburgring, où sous la pluie, il sort vainqueur d'une bagarre acharnée avec Dan Gurney et John Surtees. Il enfonce le clou avec une troisième victoire à Monza, ce qui lui permet de creuser un écart de seize points sur Jim Clark, d'ailleurs lui-même devancé par le très régulier Bruce McLaren. L'avance de Hill est toutefois à relativiser car il a déjà marqué des points à six reprises (alors que seuls les cinq meilleurs résultats comptent), et doit donc commencer à soustraire ses moins bons résultats. Victorieux à Watkins Glen, Clark aborde la finale du championnat avec un retard de neuf points sur Hill, et une chance réelle de souffler le titre à l'anglais puisqu'il lui suffit de gagner pour le rejoindre championnat et d'être titré au bénéfice du plus grand nombre de victoires (toujours en raison du règlement qui ne permet de capitaliser que ses cinq meilleurs résultats, même une seconde place de Hill équivaudrait en effet à un score vierge). Auteur de la pole position, Clark prend la course en main dès le départ, et à vingt tours de l'arrivée, est donc le champion du monde virtuel. Mais une casse moteur sur la Lotus du pilote écossais offre la victoire et son premier titre mondial à Graham Hill.

### 1963: dans l'ombre de Jim Clark

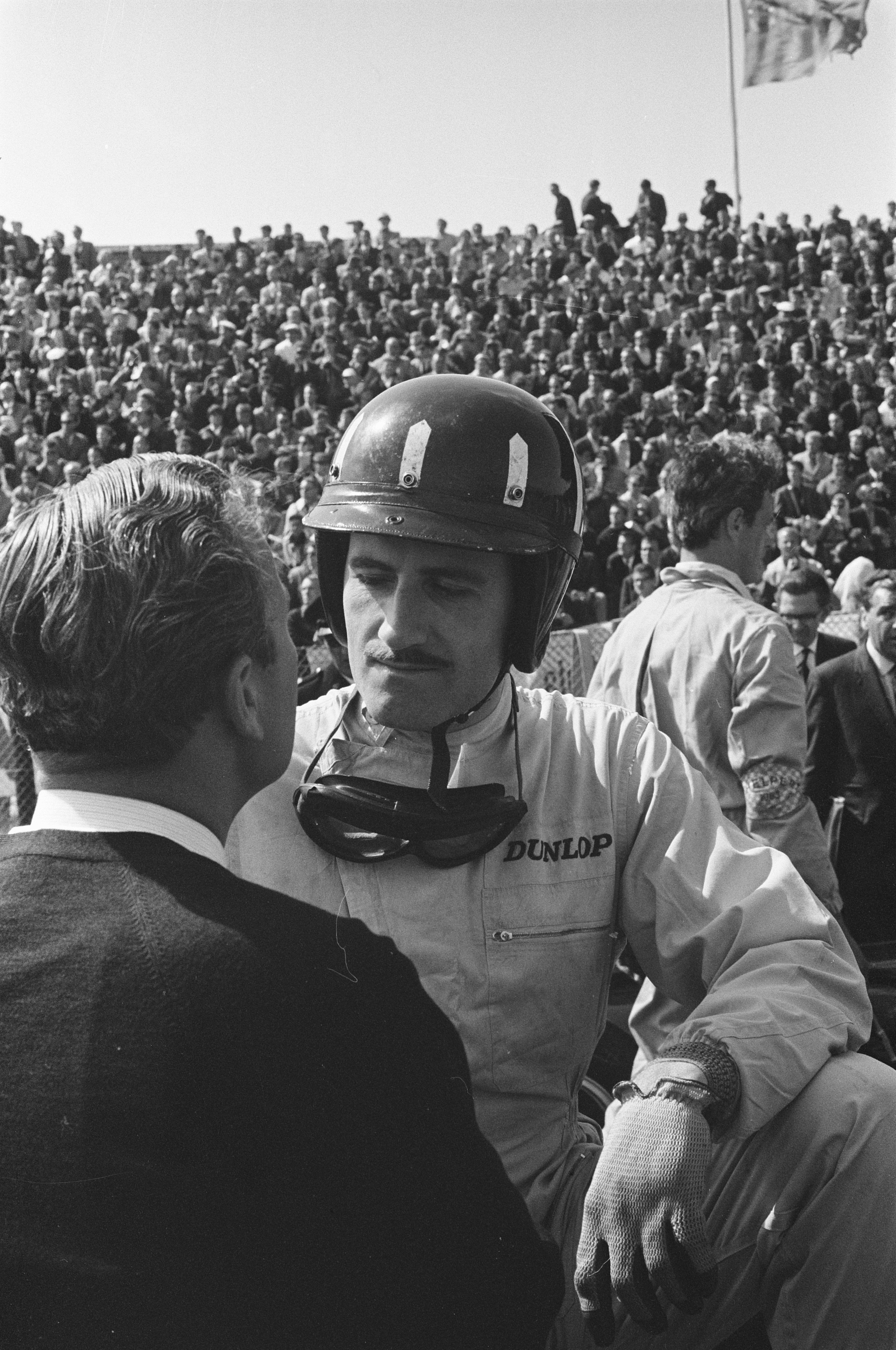
Hill en 1963 (GP des Pays-Bas).

Champion du monde en titre, Graham Hill entame sa saison 1963 de la plus belle des manières, avec une victoire à Monaco (la première d'une longue série). Il s'impose selon un schéma de course déjà observé plusieurs fois la saison précédente, à savoir que l'homme fort de la course a été Jim Clark, contraint de renoncer sur ennuis de boîte de vitesses alors qu'il avait la course solidement en main. Le reste de la saison ne sera pas du tout à l'image de ce Grand Prix d'ouverture : Clark continuera à dominer, mais sans casser et c'est au contraire Hill qui sera accablé par les ennuis en tout genre. Ce n'est qu'en fin de saison à Watkins Glen qu'il renoue avec le succès. Une performance suffisante pour terminer vice-champion du monde, mais très loin de l'invincible Clark.

### 1964: défaite amère à Mexico
Obligé de tenir compte de la domination de Lotus, BRM abandonne en 1964 son approche technique conservatrice et se lance à son tour dans la voie du monocoque (en réalité, un châssis semi-monocoque). Cette solution permet à BRM de combler en partie son retard de performance sur Lotus.
À Monaco, selon un scénario désormais habituel, Clark domine et Hill gagne. Dominé (et cette fois battu) par Clark lors des Grands Prix de Hollande, de Belgique et de Grande-Bretagne, Hill parvient néanmoins à garder le contact au championnat grâce à sa grande régularité. Une nouvelle deuxième place au Nürburgring (derrière Surtees) lui permet même de reprendre les commandes du classement général. À l'abord des deux derniers Grands Prix du championnat, la position de leader de Hill est pourtant très fragile: avec déjà six arrivées dans les points, il va devoir commencer à retrancher ses moins bons résultats, et outre son éternel rival Clark, il est désormais sous la menace de John Surtees (Ferrari), auteur d'une remarquable deuxième moitié de championnat. À Watkins Glen, il décroche sa deuxième victoire de la saison, mais au championnat, l'effet est quasiment nul puisque obligé de retrancher un résultat, il ne reprend qu'un seul point à Surtees, arrivé deuxième.
La grande finale du championnat a lieu à Mexico, avec trois pilotes mathématiquement en mesure d'être titré : Hill, Surtees (à cinq points) et Clark (à neuf points). À 35 tours de l'arrivée, Clark est en tête devant Gurney tandis que Hill est troisième juste devant Lorenzo Bandini et que Surtees est cinquième. Pour Graham, même s'il va devoir retrancher les points de sa quatrième place de Zandvoort, cette position est suffisante pour s'assurer un deuxième titre mondial. Mais c'est à ce moment qu'il est percuté par Lorenzo Bandini (le coéquipier de Surtees chez Ferrari) qui le suivait de trop près. Obligé d'observer un long arrêt au stand, il repart loin des points. C'est donc Jim Clark qui devient virtuel champion du monde puisqu'à ce stade de la course il reprend six points à Surtees et neuf points à Hill (avec le bénéfice d'un plus grand nombre de victoires). Et même si Bandini laissait passer son coéquipier Surtees, cela ne changerait rien. À deux tours de l'arrivée, Clark vole vers son deuxième titre mondial consécutif lorsqu'une fuite d'huile met fin à ses efforts. Gurney prend donc la tête de la course devant Bandini et Surtees, ce qui signifie que Graham Hill redevient champion du monde pour un tout petit point! Mais en laissant volontairement passer Surtees en vue de l'arrivée, Bandini offre à son coéquipier deux points suffisants pour souffler le titre mondial à Hill, lequel se contentera de commenter les circonstances litigieuses de sa défaite par un lapidaire « Bandini a bien mérité son salaire ».

### 1965-1966: BRM en perte de vitesse
Devenu le grand classique du championnat du monde, le duel Clark-Hill reprend en 1965. Mais comme en 1963, Clark et Lotus sont tout simplement intouchables, et la légendaire régularité de Hill ne lui est d'aucun secours. Il profite tout de même de l'absence de Clark (occupé à disputer et à gagner les 500 miles d'Indianapolis) pour remporter avec panache son épreuve fétiche, le Grand Prix de Monaco : parti à la faute en début de course en voulant éviter la Brabham immobilisée de Bob Anderson, il doit descendre de sa voiture pour la remettre dans le sens de la course et se lance dans une folle course poursuite qu'il conclut par ce qui constitue peut-être la plus belle victoire de sa carrière. La suite de la saison est plus délicate pour Hill, qui outre la domination de Clark, subit en interne la montée en puissance de son jeune coéquipier, le débutant Jackie Stewart. Avec une victoire en fin de saison à Watkins Glen (qui avec Monaco, est l'autre circuit du championnat sur lequel il est traditionnellement en réussite), il s'assure néanmoins d'une nouvelle place de vice-champion du monde.

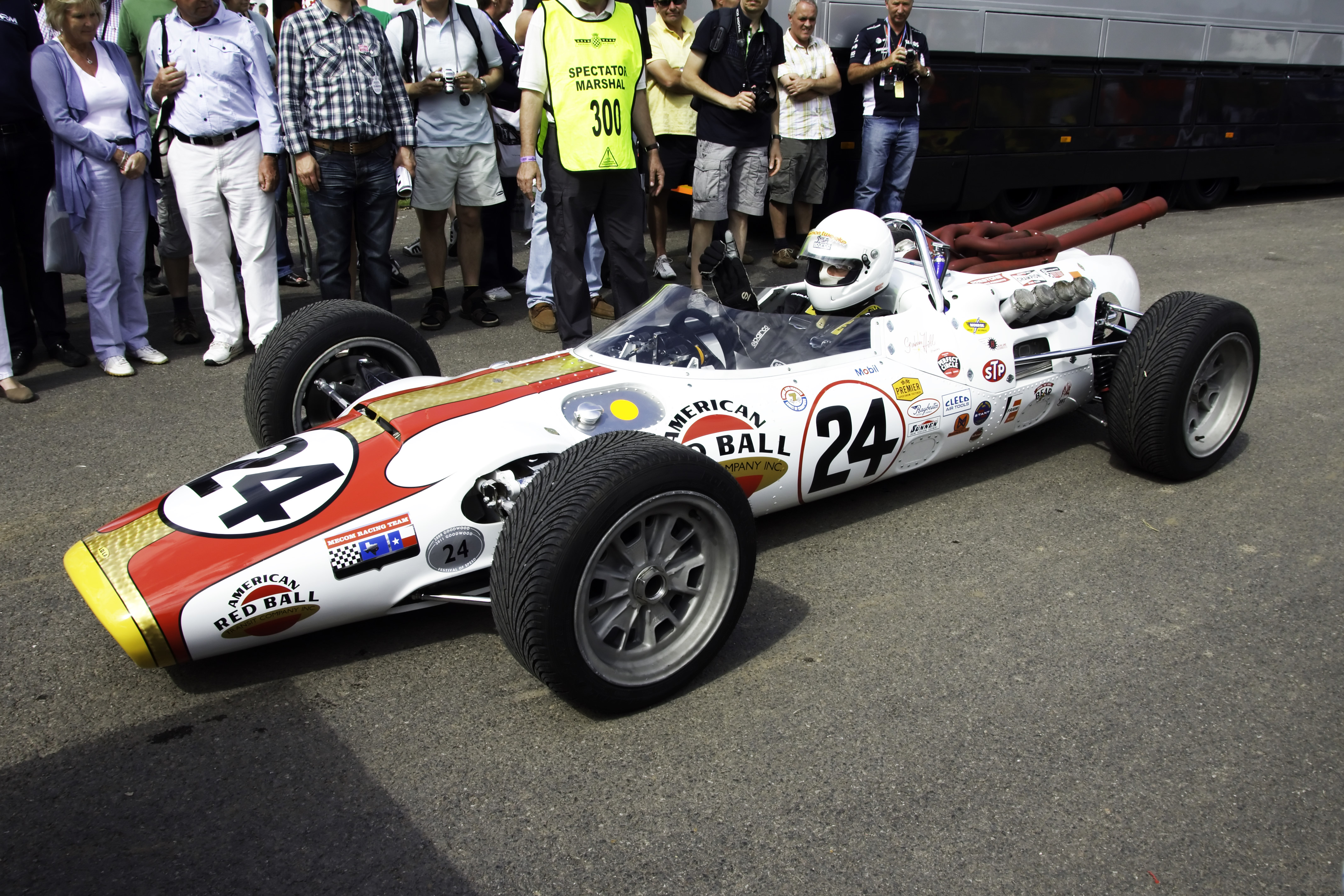
La Lola-Ford T90 Red Ball Special (ici lors d'une manifestation historique) que Hill imposa aux 500 miles d'Indianapolis 1966.

La belle série de Hill, qui évolue au plus haut niveau du championnat depuis 1962 s'arrête en 1966. Le championnat est marqué par l'entrée en vigueur d'une nouvelle réglementation moteur (la cylindrée maximale autorisée est portée à 3 000 cm3), que BRM croit bien inspiré d'aborder avec un inédit moteur H16. Véritable usine à gaz constituée de deux V8 superposés, le H16 va s'avérer être un véritable fiasco, et la BRM P83 H16 ne sera prête qu'en fin de saison, la P261 (en V8 version 2-litres) assurant la transition. Rapidement démobilisé et de plus en plus souvent dominé par Stewart, Hill parvient à glaner quelques places d'honneur, mais n'obtient pas la moindre victoire. Il se classe néanmoins cinquième du championnat grâce aux points glanés avec le V8.
La saison 1966 de Hill est toutefois sauvée par son succès aux prestigieux 500 miles d'Indianapolis, au volant d'une Lola. Il s'agit d'un succès qui n'est pas dénué d'une bonne dose de chance, la course ayant été dominée par Jackie Stewart (son coéquipier, comme en F1), lequel tomba en panne en vue de l'arrivée.

### 1967-1969: retour gagnant chez Lotus

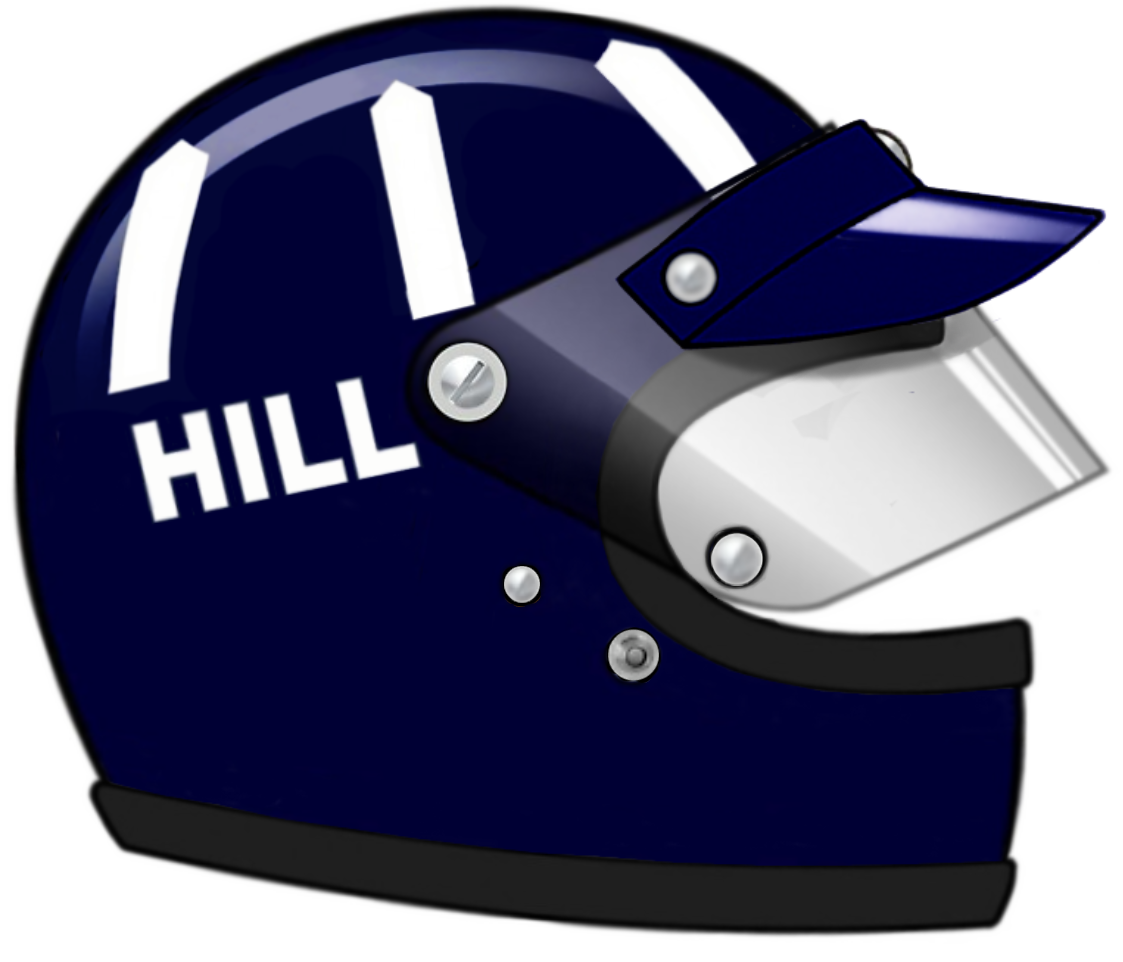
Le casque intégral de Graham Hill à partir des années Lotus.

Près de sept ans après sa violente rupture avec Colin Chapman, Graham Hill fait son retour chez Lotus pour la saison 1967, formant ainsi un duo de choc avec Jim Clark. Ce retour de Hill chez Lotus doit beaucoup à l'insistance du géant Ford, nouveau partenaire de Lotus et qui pour des raisons commerciales, avaient exigé de Chapman qu'il aligne un duo de « stars », rompant ainsi avec la politique traditionnelle de Lotus consistant à engager un deuxième pilote de moindre calibre aux côtés de Clark. Lotus, qui sort d'une saison 1966 douloureuse (en grande partie à cause du moteur H16 BRM) aborde 1967 avec un projet technique totalement inédit: la sublime Lotus 49 à moteur Ford-Cosworth. Ayant eu l'honneur de mettre au point le V8 Cosworth (en grande partie parce que Clark, exilé fiscal, compte ses jours de présence en Angleterre), Hill signe la pole position dès sa première apparition, à Zandvoort. Mais en course, c'est Clark qui s'impose. Accablé par les ennuis mécaniques, Hill connaît une saison globalement frustrante et ne remporte pas une seule course. Il se classe sixième du championnat (ex-æaequo avec Pedro Rodríguez).
Malgré la perte de l'usage exclusif du moteur Ford (dont bénéficient désormais les Matra semi-officielles de l'équipe Tyrrell et les McLaren), Lotus aborde la saison 1968 en position de favori, eu égard à leurs très prometteuses prestations de 1967. Même si Hill et Clark bénéficient du même statut au sein de l'équipe, l'homme fort de l'équipe est pourtant bel et bien Clark. Admiré pour son professionnalisme et sa bravoure, Hill n'en est pas moins considéré par la plupart des observateurs comme un pilote moins talentueux que l'écossais. En outre, à près de 40 ans, il passe pour être un pilote vieillissant, qui a ses plus belles années derrière lui. On attend donc surtout de lui qu'il joue les équipiers de luxe. Ces considérations sur les rapports de force au sein du Team Lotus volent brutalement en éclats lorsque le 7 avril 1968, Jim Clark (facile vainqueur de la première manche du championnat en Afrique du Sud) se tue dans une épreuve de Formule 2 à Hockenheim.

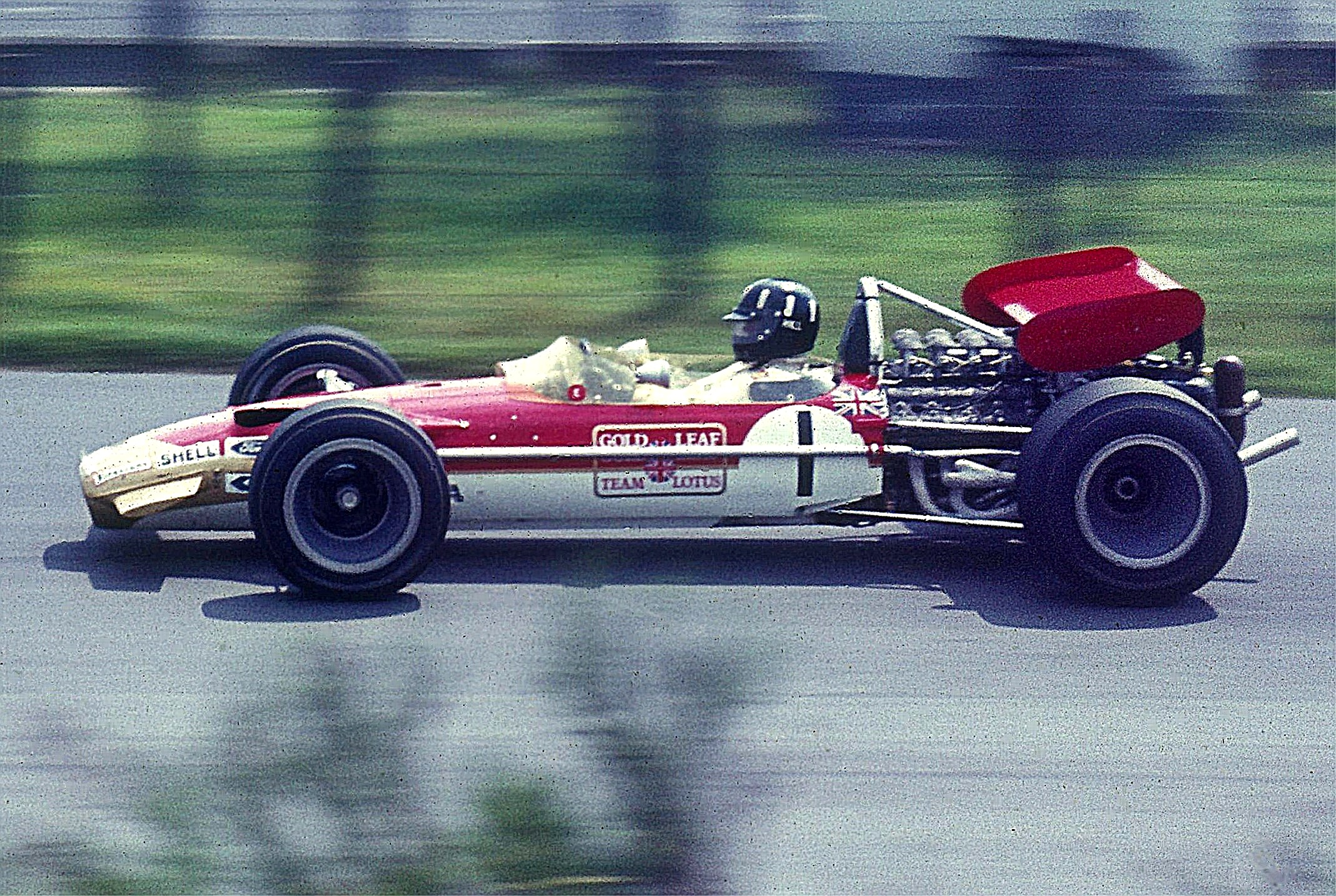
Graham Hill en 1969 au Nürburgring sur la Lotus 49

C'est de fait sur Graham Hill que reposent tous les espoirs du Team Lotus. Vainqueur en Espagne puis à Monaco, il s'installe en tête du championnat du monde et ne la quittera plus malgré la pression incessante de Jackie Stewart (Matra) et Denny Hulme (McLaren). Au Grand Prix du Mexique, comme quatre années plus tôt, le titre mondial se joue dans une bagarre à trois lors de l'ultime manche du championnat, mais cette fois, c'est Hill qui en ressort vainqueur et qui décroche son deuxième titre mondial.
L'euphorie du deuxième titre mondial de Hill se poursuit à l'occasion du début de saison 1969, où il décroche une nouvelle victoire à Monaco. Mais il s'agit du chant du cygne pour le vétéran anglais, dont la pointe de vitesse apparaît de plus en émoussée, et qui subit largement la loi de son nouvel équipier, le jeune autrichien Jochen Rindt. La saison s'achève même de manière dramatique pour Hill, victime à Watkins Glen d'un grave accident : reparti sans boucler son harnais de sécurité à la suite d'un premier tête-à-queue qui l'avait obligé à pousser lui-même sa voiture (comme à Monaco en 1965), il sort violemment de la route quelques instants plus tard, se fait éjecter de sa voiture et est relevé avec les deux jambes brisées.

### 1970-1975: fin de carrière en fond de grille

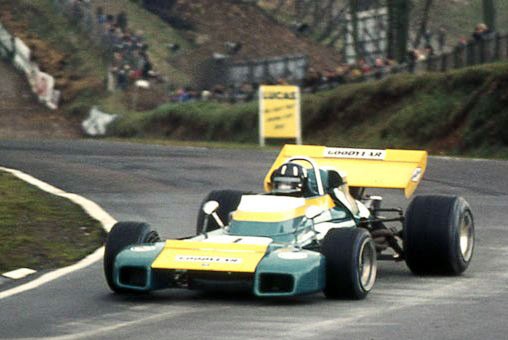
Hill sur la Brabham BT34 « pince de homard » remporte le BRDC International Trophy 1971.

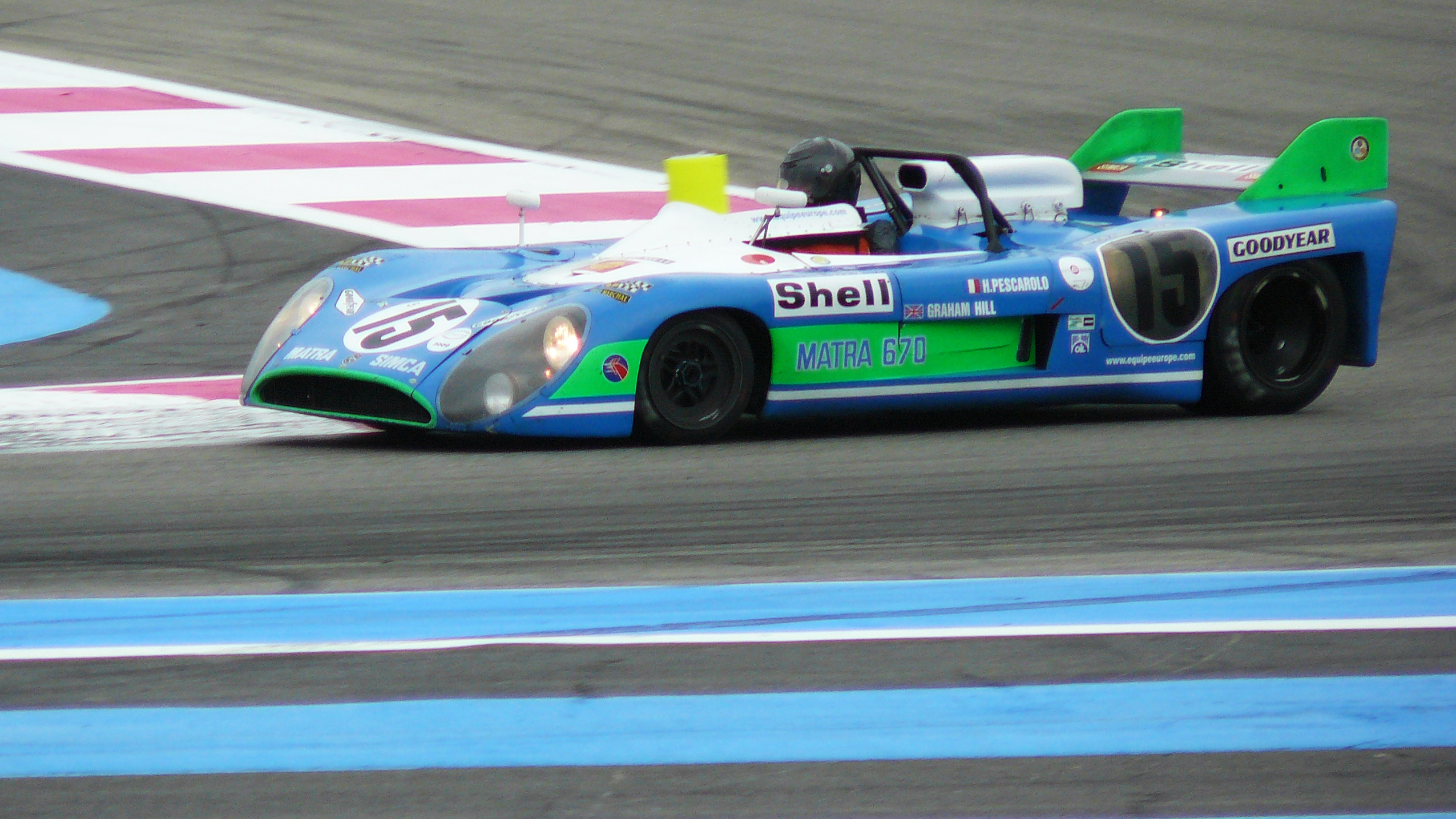
La Matra Simca MS670, première des 24 Heures du Mans 1972 avec Pescarolo.

Les graves blessures de Hill semblent devoir sonner la fin de sa carrière. Bravant les pronostics, il fait pourtant son retour à la compétition dès le début du championnat du monde 1970. Le Team Lotus ne l'ayant pas conservé, il a trouvé refuge au sein de la célèbre écurie de Rob Walker, qui engage des Lotus à titre privé (et avec un certain succès comme l'a prouvé la victoire de Joseph Siffert au Grand Prix de Grande-Bretagne 1968). Mais les résultats sont très décevants, Hill ne parvenant à inscrire que sept points.
En 1971, il rejoint Brabham, où il renoue avec la victoire à l'occasion de l'épreuve hors-championnat de l'International Trophy, au volant de la fameuse BT34 surnommée « pince de homard » en raison de la forme caractéristique de son capot avant. Mais les résultats en championnat du monde ne suivent pas. En 1972, l'arrivée à la tête de l'écurie de Bernie Ecclestone ne change pas la donne et il continue de se battre en fond de grille, dans l'espoir de grappiller quelques points. Cette saison 1972 est pourtant à marquer d'une pierre blanche pour Hill, qui gagne les 24 Heures du Mans sur la Matra MS670 (en équipage avec Henri Pescarolo) et rentre au panthéon du sport automobile en devenant l'unique pilote de l'histoire à remporter la triple couronne, c’est-à-dire à avoir remporté le Grand Prix de Monaco, les 500 miles d'Indianapolis et le Mans.
En 1973, il décide de monter sa propre écurie de Formule 1, baptisée Embassy-Hill du nom d'une marque de cigarettes. Après avoir engagé en 1973 des châssis Shadow, puis en 1974 des châssis Lola, l'écurie Embassy-Hill devient constructeur à part entière en 1975 avec la GH1 (en réalité une évolution de la Lola de la saison précédente). Toujours pilote, mais de moins en moins performant il ne parvient pas à se qualifier au Grand Prix de Monaco, mais il prend le temps d'assister à la course de F3 et remarque le jeune pilote britannique Tony Brise. Il lui propose d'essayer la GH1. Brise réalise immédiatement de meilleures performances que le vétéran. Il décide alors de mettre un terme à sa carrière à l'occasion du Grand Prix de Grande-Bretagne, où il se contente d'effectuer quelques tours au ralenti, sans casque, pour saluer le public, lequel lui réserve une véritable ovation.

## Décès
Le 29 novembre 1975, de retour d'une séance d'essais privés au Castellet, il est victime d'un accident aux commandes de son avion privé (un Piper Aztec), qui s'écrase dans le brouillard sur un parcours de golf alors qu'il était en approche de l'aérodrome voisin d'Elstree.  Lui et ses cinq passagers (dont son jeune pilote, le grand espoir de la F1 Tony Brise) sont tués sur le coup.

## Statistiques en championnat du monde de Formule 1
- Grands Prix : 176 départs. Graham Hill compte 179 participations pour seulement 176 départs. Cette différence s'explique par le forfait du Rob Walker Racing Team à la suite des essais du Grand Prix d'Italie 1970 (en hommage à Jochen Rindt qui venait de se tuer sur la Lotus d'usine) et par ses non-qualifications aux Grands Prix d'Afrique du Sud et de Monaco en 1975 (ses deux seules participations sur la Hill GH-1).
- 14 victoires
- 289 points marqués
- 13 pole positions
- 36 podiums
- 10 meilleurs tours en course
- 2 hat tricks
- Débuts en F1 : 1958 — Grand Prix de Monaco (Résultat : abandon)
- Première victoire : 1962 — Grand Prix des Pays-Bas à Zandvoort
- Première pole position : 1962 — Grand Prix de Belgique, à Spa-Francorchamps
- Dernier GP disputé : 1975 — Grand Prix du Brésil, à Interlagos (Résultat : abandon)
- Dernière participation : 1975 — Grand Prix de Monaco (non-qualifié)

## Résultats en championnat du monde de Formule 1
| Saison | Écurie                                                   | Châssis                       | Moteur                     | GP disputés | Victoires | Podiums | Pole positions | Meilleurs tours | Abandons | Points inscrits | Classement |
| ------ | -------------------------------------------------------- | ----------------------------- | -------------------------- | ----------- | --------- | ------- | -------------- | --------------- | -------- | --------------- | ---------- |
| 1958   | Team Lotus                                               | Lotus 12                      | Climax l4                  | 9           | 0         | 0       | 0              | 0               | 7        | 0               | Nc.        |
| 1959   | Team Lotus                                               | Lotus 12 Lotus 16             | Climax l4                  | 7           | 0         | 0       | 0              | 0               | 5        | 0               | Nc         |
| 1960   | Owen Racing Organisation                                 | BRM P25 BRM P48               | BRM l4                     | 8           | 0         | 1       | 0              | 0               | 6        | 4               | 15e        |
| 1961   | Owen Racing Organisation                                 | BRM P48/57                    | Climax l4                  | 8           | 0         | 0       | 0              | 1               | 5        | 3               | 16e        |
| 1962   | Owen Racing Organisation                                 | BRM P57                       | BRM V8                     | 9           | 4         | 6       | 1              | 3               | 0        | 52              | Champion   |
| 1963   | Owen Racing Organisation                                 | BRM P57 BRM P61               | BRM V8                     | 10          | 2         | 5       | 2              | 0               | 3        | 29              | 2e         |
| 1964   | Owen Racing Organisation                                 | BRM P261                      | BRM V8                     | 10          | 2         | 5       | 1              | 1               | 2        | 41              | 2e         |
| 1965   | Owen Racing Organisation                                 | BRM P261                      | BRM V8                     | 10          | 2         | 6       | 4              | 3               | 1        | 47              | 2e         |
| 1966   | Owen Racing Organisation                                 | BRM P261 BRM P83              | BRM V8 BRM H16             | 9           | 0         | 3       | 0              | 0               | 5        | 17              | 5e         |
| 1967   | Team Lotus                                               | Lotus 43 Lotus 33 Lotus 49    | BRM H16 BRM V8 Cosworth V8 | 11          | 0         | 2       | 3              | 2               | 8        | 15              | 7e         |
| 1968   | Gold Leaf Team Lotus                                     | Lotus 49 Lotus 49B            | Cosworth V8                | 12          | 3         | 6       | 2              | 0               | 4        | 48              | Champion   |
| 1969   | Gold Leaf Team Lotus                                     | Lotus 49B                     | Cosworth V8                | 10          | 1         | 2       | 0              | 0               | 3        | 19              | 7e         |
| 1970   | Rob Walker Racing Team Brooke Bond Oxo Racing Rob Walker | Lotus 49C Lotus 72A Lotus 72C | Cosworth V8                | 11          | 0         | 0       | 0              | 0               | 4        | 7               | 13e        |
| 1971   | Motor Racing Developments Ltd                            | Brabham BT33 Brabham BT34     | Cosworth V8                | 11          | 0         | 0       | 0              | 0               | 6        | 2               | 21e        |
| 1972   | Motor Racing Developments Ltd                            | Brabham BT33 Brabham BT37     | Cosworth V8                | 12          | 0         | 0       | 0              | 0               | 4        | 4               | 15e        |
| 1973   | Embassy Racing                                           | Shadow DN1                    | Cosworth V8                | 12          | 0         | 0       | 0              | 0               | 5        | 0               | Nc.        |
| 1974   | Embassy Racing with Graham Hill                          | Lola T370                     | Cosworth V8                | 15          | 0         | 0       | 0              | 0               | 3        | 1               | 18e        |
| 1975   | Embassy Racing with Graham Hill                          | Lola T370 Hill GH1            | Cosworth V8                | 2           | 0         | 0       | 0              | 0               | 0        | 0               | Nc.        |
|        | Total                                                    |                               |                            | 176         | 14        | 36      | 13             | 10              | 71       | 289             |            |

## Victoires en Championnat du monde de Formule 1
| no | Année | Manche | Grand prix     | Circuit                  | Départ | Écurie                   | Châssis   | Résumé |
| -- | ----- | ------ | -------------- | ------------------------ | ------ | ------------------------ | --------- | ------ |
| 1  | 1962  | 01/09  | Pays-Bas       | Zandvoort                | 2e     | Owen Racing Organisation | BRM P57   | Résumé |
| 2  | 1962  | 06/09  | Allemagne      | Nürburgring Nordschleife | 2e     | Owen Racing Organisation | BRM P57   | Résumé |
| 3  | 1962  | 07/09  | Italie         | Monza                    | 2e     | Owen Racing Organisation | BRM P57   | Résumé |
| 4  | 1962  | 09/09  | Afrique du Sud | East London              | 2e     | Owen Racing Organisation | BRM P57   | Résumé |
| 5  | 1963  | 01/10  | Monaco         | Monaco                   | 2e     | Owen Racing Organisation | BRM P57   | Résumé |
| 6  | 1963  | 08/10  | États-Unis     | Watkins Glen             | 1er    | Owen Racing Organisation | BRM P57   | Résumé |
| 7  | 1964  | 01/10  | Monaco         | Monaco                   | 3e     | Owen Racing Organisation | BRM P261  | Résumé |
| 8  | 1964  | 09/10  | États-Unis     | Watkins Glen             | 4e     | Owen Racing Organisation | BRM P261  | Résumé |
| 9  | 1965  | 02/10  | Monaco         | Monaco                   | 1er    | Owen Racing Organisation | BRM P261  | Résumé |
| 10 | 1965  | 09/10  | États-Unis     | Watkins Glen             | 1er    | Owen Racing Organisation | BRM P261  | Résumé |
| 11 | 1968  | 02/12  | Espagne        | Jarama                   | 6e     | Gold Leaf Team Lotus     | Lotus 49  | Résumé |
| 12 | 1968  | 03/12  | Monaco         | Monaco                   | 1er    | Gold Leaf Team Lotus     | Lotus 49B | Résumé |
| 13 | 1968  | 12/12  | Mexique        | Mexico                   | 3e     | Gold Leaf Team Lotus     | Lotus 49B | Résumé |
| 14 | 1969  | 03/11  | Monaco         | Monaco                   | 4e     | Gold Leaf Team Lotus     | Lotus 49B | Résumé |

- À noter: Avec cinq victoires au Grand Prix de Monaco, Graham Hill a longtemps détenu le record du nombre de succès en Principauté. Ce record n'a été battu qu'en 1993 et la sixième victoire d'Ayrton Senna, qui ironie de l'histoire, s'imposa devant Damon Hill, le fils de Graham.

## Autres victoires en Formule 1
| no | Année | Épreuve              | Circuit     | Départ | Écurie                      | Châssis      |
| -- | ----- | -------------------- | ----------- | ------ | --------------------------- | ------------ |
| 1  | 1962  | Glover Trophy        | Goodwood    | 2e     | Owen Racing Organisation    | BRM P57      |
| 2  | 1962  | International Trophy | Silverstone | 1er    | Owen Racing Organisation    | BRM P57      |
| 3  | 1963  | Lombank Trophy       | Snetterton  | 10e    | Owen Racing Organisation    | BRM P57      |
| 4  | 1963  | 200 miles d'Aintree  | Aintree     | 4e     | Owen Racing Organisation    | BRM P57      |
| 5  | 1964  | Grand Prix du Rand   | Kyalami     | 23e    | John Willment Automobiles   | Brabham BT11 |
| 6  | 1971  | International Trophy | Silverstone | 3e     | Brabham Racing Organisation | Brabham BT34 |

## Résultats aux 24 Heures du Mans
| Année | Équipe                                               | no | Voiture                 | Moteur                   | Catégorie | Équipiers       | Tours | Résultat   |
| ----- | ---------------------------------------------------- | -- | ----------------------- | ------------------------ | --------- | --------------- | ----- | ---------- |
| 1958  | Team Lotus Engineering                               | 26 | Lotus 15                | Coventry Climax 2,0 L l4 | S 2.0     | Cliff Allison   | 3     | Abandon    |
| 1959  | Team Lotus Engineering                               | 30 | Lotus 15                | Coventry Climax 2,0 L l4 | S 3.0     | Derek Jolly     | 119   | Abandon    |
| 1960  | Porsche KG                                           | 33 | Porsche 718/4RS         | Porsche 1,6 L Flat-4     | S 2.0     | Joakim Bonnier  | 191   | Abandon    |
| 1961  | North American Racing Team R.R.C. Walker Racing Team | 18 | Ferrari 250 GT SWB      | Ferrari 3,0 L V12        | GT 3.0    | Stirling Moss   | 121   | Abandon    |
| 1962  | David Brown Racing Dept.                             | 11 | Aston Martin DP212 (en) | Aston Martin 4,0 L l6    | E +3.0    | Richie Ginther  | 78    | Abandon    |
| 1963  | Owen Racing Organisation                             | 00 | Rover-BRM               | Rover 2,0 L Tubine       | –         | Richie Ginther  | 310   | Non classé |
| 1964  | Maranello Concessionnaires                           | 14 | Ferrari 330 P           | Ferrari 4,0 L V12        | P 5.0     | Joakim Bonnier  | 344   | 2e         |
| 1965  | Owen Racing Organisation                             | 31 | Rover-BRM               | Rover 2,0 L Tubine       | P 2.0     | Jackie Stewart  | 284   | 10e        |
| 1966  | Alan Mann Racing Ltd.                                | 7  | Ford GT40 Mk.II         | Ford 7,0 L V8            | P +5.0    | Brian Muir      | 110   | Abandon    |
| 1972  | Equipe Matra-Simca Shell                             | 15 | Matra Simca MS670       | Matra 3,0 L V12          | S 3.0     | Henri Pescarolo | 344   | Vainqueur  |

## Résultats aux500 milesd'Indianapolis
| Année | Équipe            | no | Voiture/Moteur        | Grille | Tours | Tours en tête | Résultat           |
| ----- | ----------------- | -- | --------------------- | ------ | ----- | ------------- | ------------------ |
| 1966  | American Red Ball | 24 | Lola-Ford             | 15e    | 200   | 10            | Vainqueur          |
| 1967  | STP Oil Treatment | 81 | Lotus-Ford            | 31e    | 23    | 0             | Abandon (piston)   |
| 1968  | STP Oil Treatment | 70 | Lotus-Pratt & Whitney | 2e     | 110   | 0             | Abandon (accident) |

## Autres victoires notables
- 1961 à 1963: 9 succès de classe D en Championnat britannique des voitures de tourisme sur Jaguar Mk II 3.8L. (puis passage sur Ford Galaxie).
- 1963 et 1964 : RAC Tourist Trophy, sur Ferrari 250 GTO puis 330 P.
- 1964 : 12 Heures de Reims[3] sur Ferrari 275LM/P et 1 000 kilomètres de Paris sur 330P, les deux courses avec Joakim Bonnier.

## Records
(à Bonneville Salt Flats, en catégorie FIA A1, groupe 1)
- 500 kilomètres à 275,608 km/h de moyenne sur Ferrari Daytona 365 GTB/4 (de classe 9) avec Luigi Chinetti Jr. et M. Minter, le 24 septembre 1974.
- 500 miles à 267,430 km/h de moyenne sur Ferrari Daytona 365 GTB/4 avec Chinetti Jr. et Minter, le 24 septembre 1974.
- 1 000 kilomètres à 267,867 km/h de moyenne, sur Ferrari Daytona 365 GTB/4 avec Chinetti Jr. et Minter, le 24 septembre 1974[4].
- Avec une présence en Formule 1 étalée sur dix-sept ans (de 1958 à 1975), Graham Hill a détenu le record de la plus longue carrière dans la discipline jusqu'en 2010, année où Rubens Barrichello a atteint sa 18e saison. Son record de 176 Grands Prix disputés a été battu en 1988 par Riccardo Patrese.

## Anecdotes
- Graham Hill est un des premiers pilotes à arborer un casque personnalisé, les pilotes se contentant alors d'une couleur unie. Son heaume bleu nuit, qui paraît noir sur les photos, orné de bandes blanches symbolisant des rames, est inspiré des couleurs du London Rowing Club, son club d'aviron. Son fils Damon Hill reprendra ces couleurs.
- Il apparaît - avec quelques courts dialogues - dans le film Grand Prix, en 1966.